# Port Angeles
Port Angeles, anciennement Puerto de Nuestra Señora de los Angeles, est une ville et le siège du comté de Clallam dans l'État de Washington aux États-Unis.

## Histoire
La zone a été baptisée en 1791 Puerto de Nuestra Señora de los Angeles par l'explorateur espagnol Francisco de Eliza mais dans le milieu des années 1800, le nom a été abrégé et anglicisé pour prendre sa forme actuelle.
La population a été estimée à 18 397 grâce au recensement de 2000, ce qui en fait la plus grande ville sur la péninsule Olympique.

## Géographie
Située au nord de la péninsule Olympique, la ville donne sur le détroit de Juan de Fuca et fait face à la ville de Victoria, sur l'île de Vancouver en Colombie-Britannique, Canada.

## Transport
La ville est notamment desservie par l'aéroport international William R. Fairchild.

## Tourisme
Le parc national Olympique est situé à proximité.
Un district historique inscrit au Registre national des lieux historiques se trouve à Port Angeles : le district historique d'Olympic National Park Headquarters.

## Personnalités
- Matthew Dryke (1958-), champion olympique de tir en 1984.
- John Elway (1960-), joueur de football américain.

## Divers
Port Angeles est l'un des lieux de l'action des romans de la saga Twilight de Stephenie Meyer : Fascination, Tentation et Hésitation et Révélation.